# Drozd brávník
Drozd brávník (Turdus viscivorus) je středně velký druh pěvce z čeledi drozdovitých (Turdidae). Nenáleží mezi nikterak společenské druhy, většinou se vyskytuje buď samostatně nebo v párech. Přezimující jedinci či páry často obsazují bobulonosné keře a brání je vůči ostatním drozdovitým.

## Popis
- Délka těla: 26–28 cm
- Rozpětí křídel: 42–47 cm
- Hmotnost: 95–140 g

Jedná se o největšího hnízdícího zástupce drozdovitých v Evropě. Svrchu je hnědý, spodina těla je světlá s velkými tmavými skvrnami. Končetiny má nažloutlé, zobák světle hnědý. Zbarvením se velmi podobá drozdu zpěvnému (T. philomelos), který je však menší (dorůstá max. 24 cm) a má i menší a řidší skvrnění na spodině těla. V letu je drozd brávník dobře odlišitelný také díky výrazným bíle zbarveným spodním stranám křídel. Obě pohlaví jsou zbarvena stejně.

## Hlas
Při vábení se ozývá svižným „srrrrr“, při vzletu pronikavým „trrr trrr“. Zpěv je krátký, ale hlasitý, flétnovitý, mírně melodický; foneticky jej lze zařadit mezi zpěv drozda zpěvného (T. philomelos) a kosa černého (T. merula).

## Rozšíření
Vyskytuje se v celé Evropě s výjimkou nejsevernějších oblastí, zasahuje také na území severní Afriky a západní a střední Asie. Je částečně tažný, evropské populace na zimu migrují do jihozápadní Evropy a do střední Evropy se zpět vracejí již koncem února a během března. 

## Prostředí
Žije v otevřených, vysokokmenných lesích různého typu, nejhojnější je však v lesích jehličnatých. Vzácněji se vyskytuje také ve větších parcích, ovocných zahradách a sadech a pro potravu zalétává i na hospodářskou půdu.

## Hnízdění

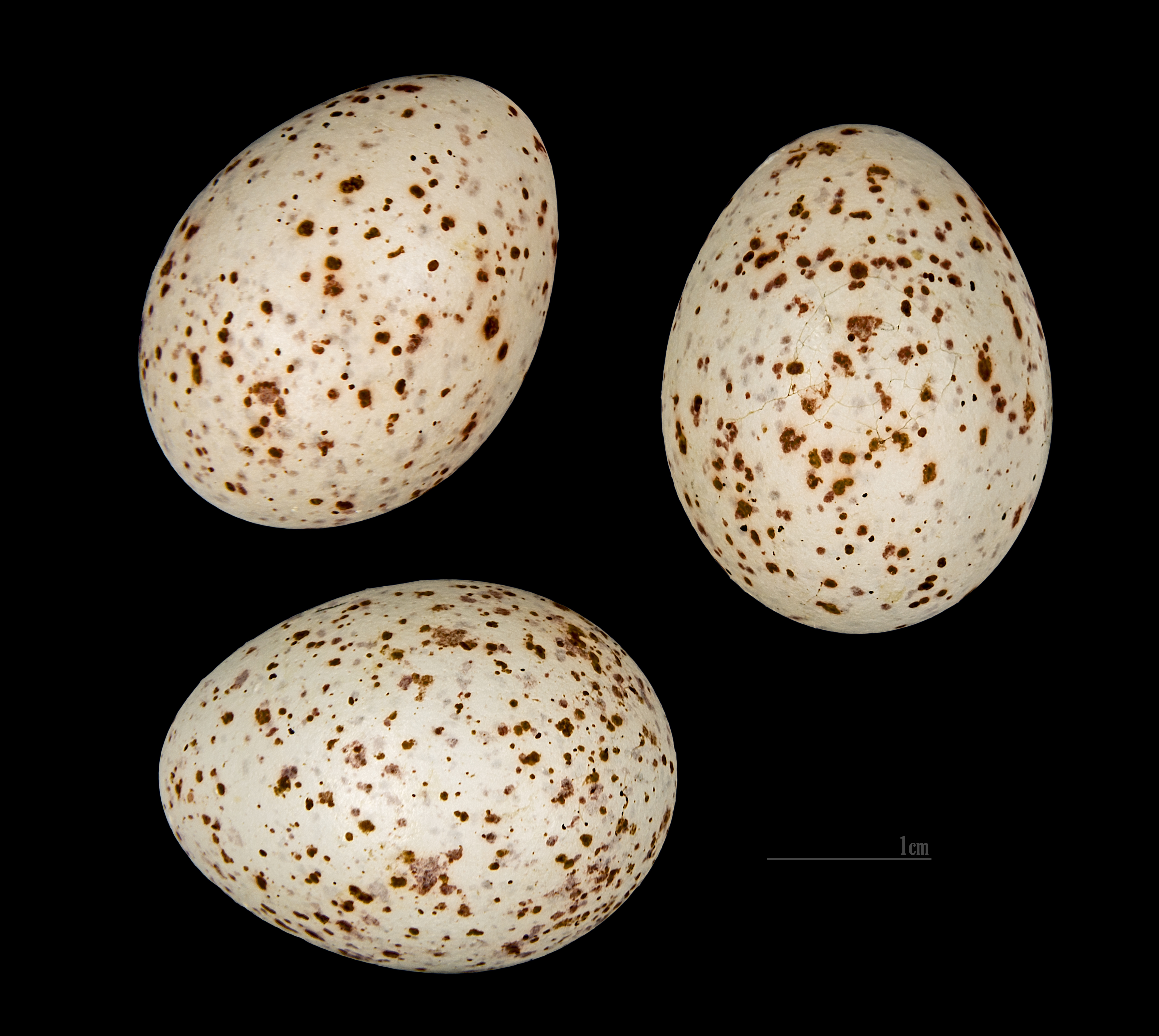
Turdus viscivorus

Pohlavní dospělosti dosahuje ve 2. kalendářním roce života. Hnízdní období začíná v dubnu a končí až v srpnu, druh hnízdí 2× ročně.

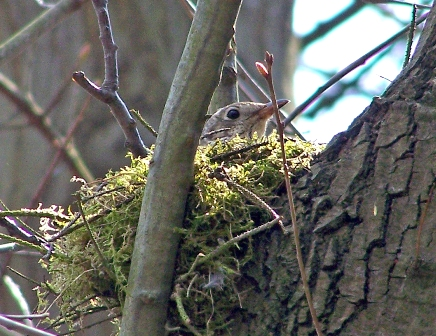
Samice na hnízdě

Ve hnízdě umístěném většinou vysoko na stromě ve vidlici větví blízko kmene bývá 4–6 skvrnitých žlutošedých vajec, na kterých sedí po dobu zhruba 14 dnů pouze samice; samec se zapojuje až do krmení mláďat. Ta hnízdo opouští ve věku 12–15 dnů.

## Potrava
Je všežravý, v jeho potravě se objevují především drobní bezobratlí, hlavně žížaly, měkkýši, hmyz a jeho larvy, ale, zejména v zimě, požírá také bobule, zejména jmelí bílého, jehož semena nejsou schopna vzklíčit bez průchodu ptačím trávicím traktem.